# 黄背啸鹟
黄背啸鹟（学名：Pachycephala aurea），是啸鹟科啸鹟属的一种，分布于印度尼西亚和巴布亚新几内亚。该物种的保护状况被评为无危。
黄背啸鹟的栖息地包括淡水湖、种植园、亚热带或热带的（低地）湿润疏灌丛、亚热带或热带严重退化的前森林和河流、溪流。